# Bariq
Les Banû Bariq  (بني بارق) sont une tribu arabe. Comme appartenaient aux Arabes du sud ou Yéménites, issus de la descendance de Qahtan dont la célébrité tient surtout au rôle que ses membres ont joué auprès de Mahomet pendant la période médinoise.

## Origines
Les Bariq seraient venus du sud de l'Arabie vers la fin du IIIe siècle. Comme les Lakhmides, ils seraient une branche de la tribu Azd qui fait elle-même partie des tribus Qahtanites (les Arabes « aborigènes » du Sud) qui habitaient le Yémen et seraient à l'origine du royaume de Saba. Ils habitaient la ville de Ma'rib qui était irrigué par un grand barrage. Lorsque le barrage de Ma'rib s'est écroulé, les Azd auraient immigré un peu partout dans la péninsule arabique.